# EBS (motortaal)
EBS is een injectiesysteem van de MV Agusta F4 1000-modellen, dat bij het afremmen op de motor benzine in slechts twee van de vier cilinders spuit, waardoor het negatieve koppel wordt beperkt. Dit voorkomt dat bij het terugschakelen het achterwiel blokkeert.